# Brahms-Preis
Il Brahms-Preis (Premio Brahms) è un premio che viene assegnato dalla Società Brahms dello Schleswig-Holstein fin dal 1988. Il premio è costituito da 10.000 euro. Premia gli artisti che hanno contribuito con il loro lavoro affascinante e magnetico alla conservazione del patrimonio artistico di Johannes Brahms.

## Vincitori
- 1988: Leonard Bernstein e la Wiener Philharmoniker
- 1990: Yehudi Menuhin, violinista e direttore
- 1993: Lisa Smirnova, pianista
- 1994: Philharmonie der Nationen
- 1995: Hanno Müller-Brachmann, basso baritono
- 1996: Professori Renate e Kurt Hofmann, Brahms-Institut Lubecca
- 1997: Detlef Kraus, pianista
- 1998: Dietrich Fischer-Dieskau, baritono
- 1999: Stephan Genz, baritono
- 2000: Christian Tetzlaff, violinista
- 2001: Sabine Meyer, clarinettista
- 2002: Thomanerchor
- 2003: Manfred Sihle-Wissel, scultore
- 2004: Lars Vogt, pianista
- 2005: Dresdner Kreuzchor
- 2006: Musikhochschule Lübeck, Brahms-Institut
- 2007: Thomas Quasthoff, baritono
- 2008: Simone Young e la Philharmoniker Hamburg
- 2009: Gerhard Oppitz, pianista
- 2011: Anne-Sophie Mutter, violinista
- 2012: Quartetto Fauré, Quartetto di piano
- 2013: Matthias Janz ed il Flensburger Bach-Chor
- 2014: Johannes Moser, violoncellista e Benjamin Moser, pianista
- 2015: Thomas Hengelbrock, direttore
- 2016: Christoph Eschenbach, pianista e direttore
- 2017: Herbert Blomstedt, direttore[2]
- 2018: Christiane Karg, soprano[3]
- 2019: Pieter Wispelwey, violoncellista e Paolo Giacometti, pianista[4]
- 2020: Midori, violinista[5]